# Immatriculació
La immatriculació és la primera inscripció d'una finca al registre de la propietat, i d'acord amb la llei espanyola suposa obrir un foli nou per la finca, en el que s'aniran registrant els negocis jurídics que es vagin produint i afectin els drets reals sobre la finca.
La immatriculació la promou normalment el propietari de la finca aportant la documentació que justifiqui l'existència de la finca i la seva propietat. El cas més habitual és que la finca que s'immatricula procedeixi de la segregació (divisió) d'una finca preexistent. En aquest cas cal aportar al registre el document públic d'adquisició (o sigui, l'escriptura per la qual el propietari ha adquirit la finca nova) i també l'escriptura per la que qui ha cedit la finca nova havia adquirit la finca matriu (la que s'ha dividit).
També pot passar que la finca que s'immatricula ja existís i no estigués registrada a nom de ningú. En aquest cas un particular ha de promoure un expedient de domini en què justifiqui la possessió de la finca i que pot gestionar un notari, excepte en el cas que algú s'hi oposi i aleshores l'expedient de domini s'hagi de resoldre davant d'un jutjat. Si qui promou la immatriculació d'una finca no registrada és una administració o una entitat de dret públic amb personalitat jurídica pròpia, l'expedient de domini se substitueix per un certificat administratiu emès per la mateixa administració.
Entre 1946 i 2015, la immatriculació de béns immobles de l'Església Catòlica seguia el mateix procediment que el dels béns de l'administració, de manera que l'Església podia immatricular finques amb el certificat del secretari del bisbat. El motiu original d'aquesta excepció era la situació creada amb la desamortització i la posterior recuperació de molts béns per part de l'Església, que s'havien fet molt sovint sense títol. Tot i això, entre 1998 i 2015 l'Església va realitzar unes 35.000 immatriculacions, algunes de les quals han estat contestades per propietaris o ajuntaments que es consideren perjudicats.